# Partia Demokratyczna (Serbia)

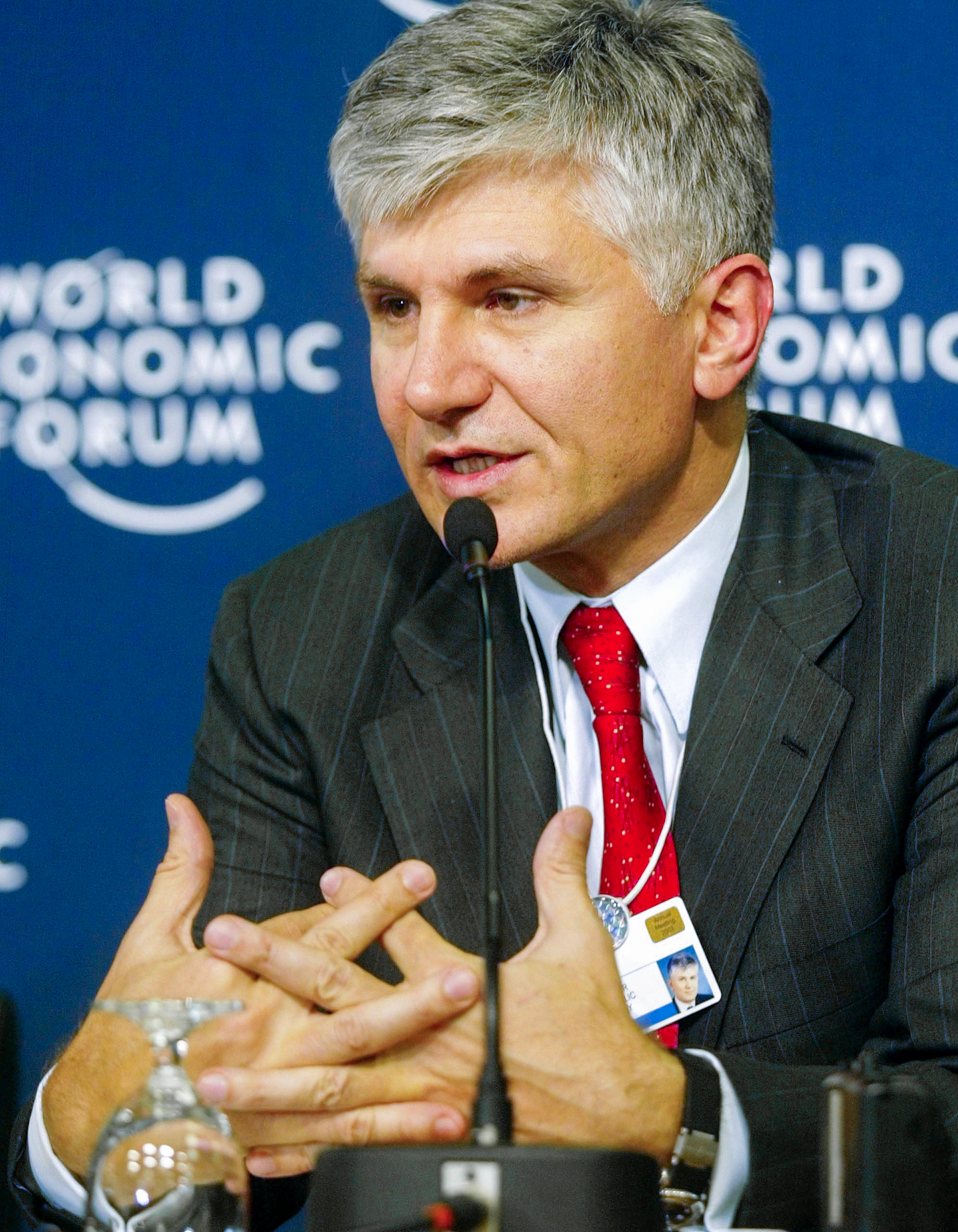
Zoran Đinđić

Partia Demokratyczna (serb. Demokratska stranka / Демократска странка, DS) – serbska partia polityczna o profilu socjaldemokratycznym. Uzyskała status partii stowarzyszonej w ramach Partii Europejskich Socjalistów.

## Historia
11 grudnia 1989 grupa 13 intelektualistów zaapelowała o reaktywację Partii Demokratycznej, stronnictwa działającego w przedwojennej Jugosławii. Do faktycznego założenia ugrupowania doszło 3 lutego 1990 w okresie przemian politycznych, na jej czele stanął Dragoljub Mićunović. W tym samym roku DS po raz pierwszy uzyskała reprezentację w Zgromadzeniu Narodowym (7 miejsc). W 1992 w partii doszło do rozłamu, opuściła ją grupa prawicowych działaczy skupionych wokół Vojislava Koštunicy, którzy zawiązali Demokratyczną Partię Serbii. Partia Demokratyczna w tym samym roku uzyskała 6 mandatów w parlamencie, a w kolejnych wyborach przeprowadzonych już w 1993 – 29 miejsc. W 1994 nowym przywódcą ugrupowania został Zoran Đinđić. W 1996 DS w koalicji z DSS i innymi opozycyjnymi wobec Slobodana Miloševicia formacjami zwyciężyła w wyborach lokalnych w kilku większych miastach Serbii. Władza odmawiała uznania wyników wyborów, co doprowadziło do masowych skutecznych protestów. Przywódca partii w 1997 objął urząd burmistrza Belgradu.
W 2000 Partia Demokratyczna przystąpiła do Demokratycznej Opozycji Serbii. Vojislav Koštunica, jako kandydat DOS, zwyciężył w wyborach na urząd prezydenta federalnego Jugosławii, pokonując Slobodana Miloševicia. Kontrolowana przez władze komisja wyborcza odmówiła uznania tych wyników. Wywołało to masowe wielotysięczne protesty w całym kraju, w trakcie których 5 października 2000 doszło do zajęcia instytucji rządowych. Ostatecznie 7 października tegoż roku Vojislav Koštunica objął urząd prezydenta Jugosławii. W wyborach parlamentarnych z 23 grudnia 2000 koalicja DOS zdobyła 176 na 250 miejsc w parlamencie, z czego około 45 przypadło DS. Jej przewodniczący Zoran Đinđić stanął na czele nowego koalicyjnego gabinetu, w trakcie sprawowania tego urzędu 12 marca 2003 został zamordowany. Zoran Živković z DS objął wówczas stanowisko premiera. Gabinet utracił większość w Skupsztinie, co skutkowało przedterminowymi wyborami w tym samym roku – DS z 37 deputowanymi przeszła do opozycji. W 2004 dołączyła do niej partia Centrum Demokratyczne Dragoljuba Mićunovicia, który w połowie lat 90. odszedł z DS.
W 2004 na czele DS stanął Boris Tadić, który zwyciężył także w wyborach prezydenckich. W 2007 Partia Demokratyczna zdobyła 64 miejsca w Zgromadzeniu Narodowym, dołączyła do gabinetu Vojislava Koštunicy, który upadł już w 2008. W tym samym roku zorganizowana przez prezydenta koalicja na bazie DS zwyciężyła w przedterminowych wyborach (102 mandaty, w tym 64 dla DS). Rekomendowany przez nią bezpartyjny Mirko Cvetković został nowym premierem, urzędując do 2012.
W 2012 Boris Tadić nie uzyskał reelekcji, Partia Demokratyczna wprowadziła 49 posłów, przechodząc następnie do opozycji. Nowym przewodniczącym ugrupowania został Dragan Đilas. W okresie jego przywództwa z ugrupowania odchodzili m.in. Zoran Živković, Dušan Petrović, a w 2014 Boris Tadić.
Na potrzeby wyborów w 2014 demokraci utworzyli koalicję wyborczą m.in. z Bogatą Serbią, Nową Partią i ugrupowaniem mniejszości chorwackiej. Blok uzyskał około 6% głosów i 19 mandatów. Natomiast celem startu w wyborach w 2016 porozumieli się z Nową Partią, Razem dla Serbii i Chorwatami. Koalicja dostała około 6% głosów i 16 mandatów poselskich. W 2018 partia współtworzyła porozumienie ugrupowań opozycyjnych pod nazwą Sojusz dla Serbii; koalicja ta zbojkotowała wybory parlamentarne w 2020, uznając je za niedemokratyczne. W listopadzie 2021 doszło do utworzenia kolejnego bloku opozycyjnego z udziałem Partii Demokratycznej (a także m.in. Partii Wolności i Sprawiedliwości oraz Partii Ludowej) celem wspólnego udziału w 2022 w wyborach prezydenckich i parlamentarnych. Koalicja uzyskała około 14% głosów, do parlamentu weszło 9 kandydatów rekomendowanych przez DS.
W kolejnych wyborach w 2023 partia współtworzyła koalicję Serbia przeciw Przemocy, która dostała niespełna 27% głosów i 65 mandatów (4 z nich przypadły osobom startującym pod szyldem DS).

## Przewodniczący
- 1990–1994: Dragoljub Mićunović
- 1994–2003: Zoran Đinđić
- 2003–2004: kolegialne tymczasowe kierownictwo
- 2004–2012: Boris Tadić
- 2012–2014: Dragan Đilas
- 2014–2016: Bojan Pajtić[13]
- 2016–2018: Dragan Šutanovac
- 2018–2024: Zoran Lutovac
- od 2024: Srđan Milivojević[14]

## Wybory do Zgromadzenia Narodowego
- 1990 – 7,8% głosów i 7 mandatów
- 1992 – 4,4% głosów i 6 mandatów
- 1993 – 11,6% głosów i 29 mandatów
- 1997 – bojkot wyborów
- 2000 – 64,1% głosów i 178 mandatów (koalicja, 45 mandatów dla DS)
- 2003 – 12,6% głosów i 37 mandatów (koalicja, 32 mandaty dla DS)
- 2007 – 22,7% głosów i 64 mandaty (koalicja, 60 mandatów dla DS)
- 2008 – 36,4% głosów i 102 mandaty (koalicja, 64 mandaty dla DS)
- 2012 – 22,1% głosów i 67 mandatów (koalicja, 49 mandatów dla DS)
- 2014 – 6,0% głosów i 19 mandatów (koalicja, 17 mandatów dla DS)
- 2016 – 6,0% głosów i 16 mandatów (koalicja, 12 mandatów dla DS)
- 2020 – bojkot wyborów
- 2022 – 14,1% głosów i 38 mandatów (koalicja, 9 mandatów dla DS)
- 2023 – 26,7% głosów i 65 mandatów (koalicja, 4 mandaty dla DS)